# Palazzi dell'INA e dell'INPS
I palazzi dell'INA e dell'INPS, anche detti palazzi della Previdenza Sociale e delle Assicurazioni, sono una coppia di edifici simmetrici e speculari di Roma.
Si trovano nel quartiere Europa su piazzale delle Nazioni Unite, ai due lati di via Cristoforo Colombo e la loro progettazione risale ai tempi della formazione del quartiere, in epoca fascista.
Esempio di stile razionalista, furono completati dopo la fine della seconda guerra mondiale e adibiti a sedi centrali dei rispettivi enti pubblici cui erano destinati, l'Istituto nazionale della previdenza sociale quello sulla destra con la città alle spalle, e l'Istituto nazionale delle assicurazioni quello sul lato opposto della strada.
Storicamente di proprietà dell'Ente EUR, oggi il palazzo della Previdenza Sociale appartiene all'INPS, mentre quello dell'INA, dopo la privatizzazione dell'ente e il successivo acquisto da parte di Assicurazioni Generali, appartiene alla Fondazione ENPAM tramite il proprio Fondo Ippocrate.

## Storia
I palazzi sono stati progettati dall'architetto milanese Giovanni Muzio, e dai romani Mario Paniconi e Giulio Pediconi nel 1939 come "quinte architettoniche" per la porta imperiale, nell'ambito del più ampio progetto del complesso urbanistico per l'Esposizione universale del 1942 (annullata a causa degli eventi bellici), la cosiddetta E42 poi rinominata EUR.

## Descrizione
La superficie, per ciascuno dei due edifici è di 7700 m² mentre il volume complessivo è di 155000 m³. I due fabbricati sono realizzati in cemento armato ricoperti di marmo delle Alpi Apuane. La facciata è su tre livelli con pilastri in due ordini al pian terreno. Entrambi i palazzi formano dei bacini semicircolari su cui vi sono dei giochi d'acqua che riempiono le due esedre formate dai palazzi.
Le quattro testate dei palazzi ospitano degli altorilievi del 1941. Le quattro sculture sono state progettate secondo un preciso schema identico per i due palazzi con una figura centrale che si impone su delle figure secondarie. Sotto queste testate erano previste delle fontane che dovevano essere composte da dei "pili" (da alcune foto dell'archivio dell'Ente EUR erano a forma di tronchi di cono) e delle sculture a sfondo mitologico e naturalistico, per le realizzazioni furono incaricati i medesimi artisti che realizzarono gli altorilievi. Delle fontane ne rimangono le tracce in quattro vasche oggi utilizzate come vasi per fiori.

### Palazzo dell'INA
Il palazzo si trova sul lato sinistro di via Cristoforo Colombo (fronte al mare, spalle alla città).
I due altorilievi sono in travertino romano. Furono scolpiti da Oddo Aliventi (La conquista dei mari, a destra) e Quirino Ruggeri (L'impero fascista, a sinistra).

### Palazzo dell'INPS
Il palazzo è sito dall'altra parte della piazza.
I due altorilievi delle testate sono di Mirko Basaldella raffigurante Le repubbliche marinare e di Giuseppe Marzullo rappresentante Roma contro Cartagine.
Nel dopoguerra agli architetti Giulio Pediconi e Mario Paniconi viene commissionato un ampliamento, ultimato nel 1967. In questo contesto il palazzo si arricchisce delle opere di artisti quali Alfio Castelli, Antonio Cocchioni, Pietro De Laurentiis, Luigi Montanarini e altri.